# Hechtia marnier-lapostollei
Hechtia marnier-lapostollei är en gräsväxtart som beskrevs av Lyman Bradford Smith. Hechtia marnier-lapostollei ingår i släktet Hechtia och familjen Bromeliaceae. Inga underarter finns listade i Catalogue of Life.

## Bildgalleri

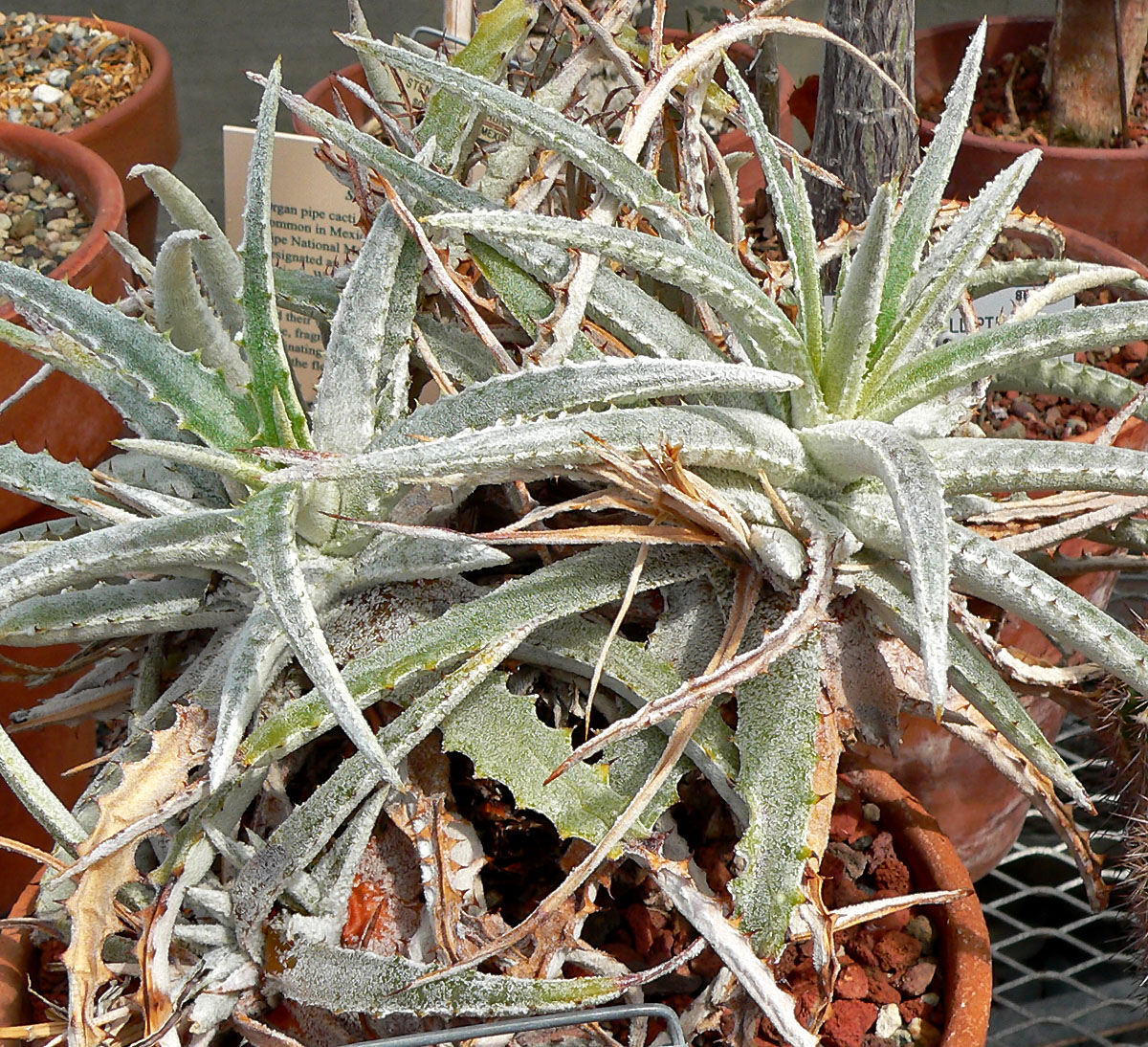
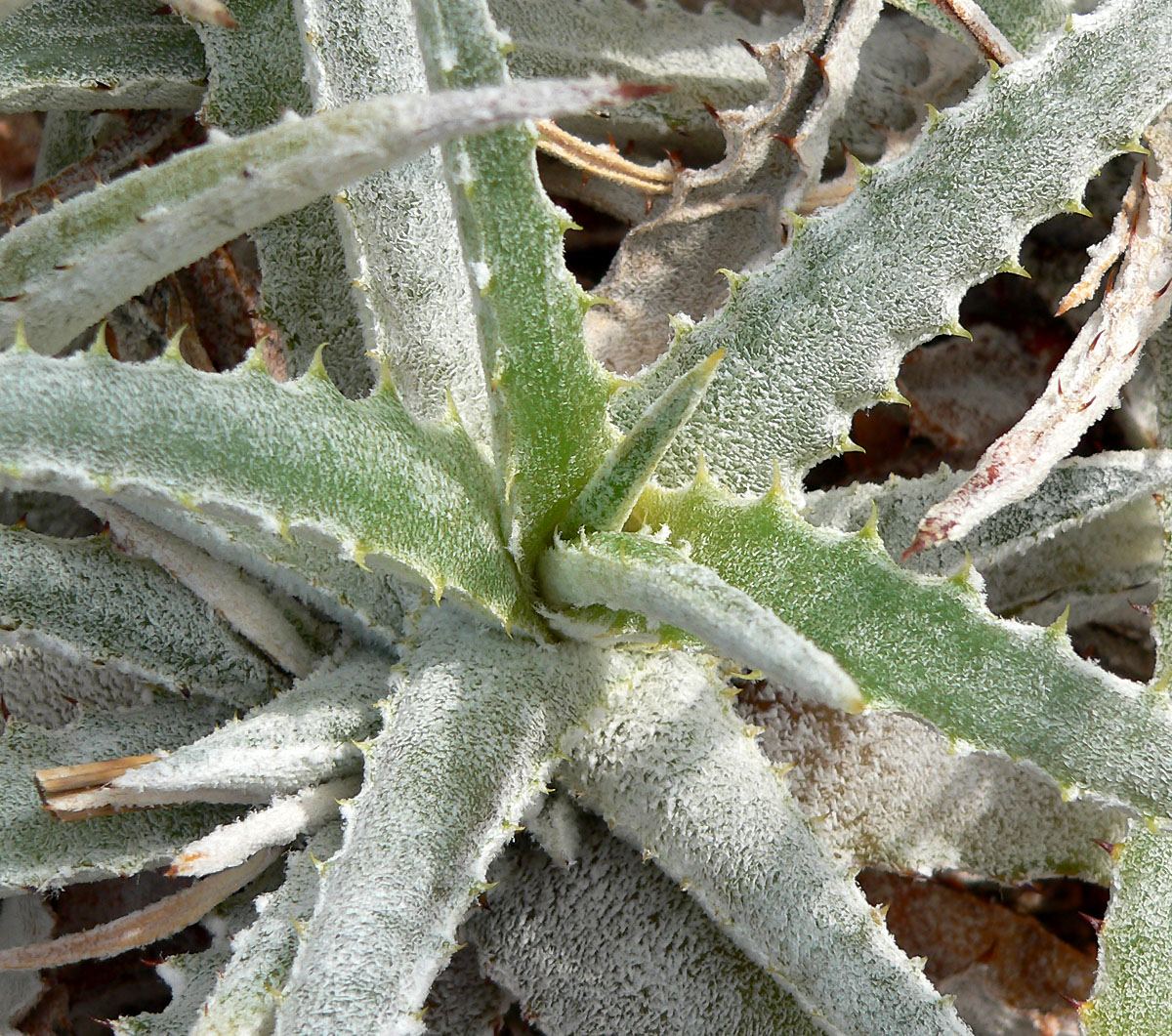
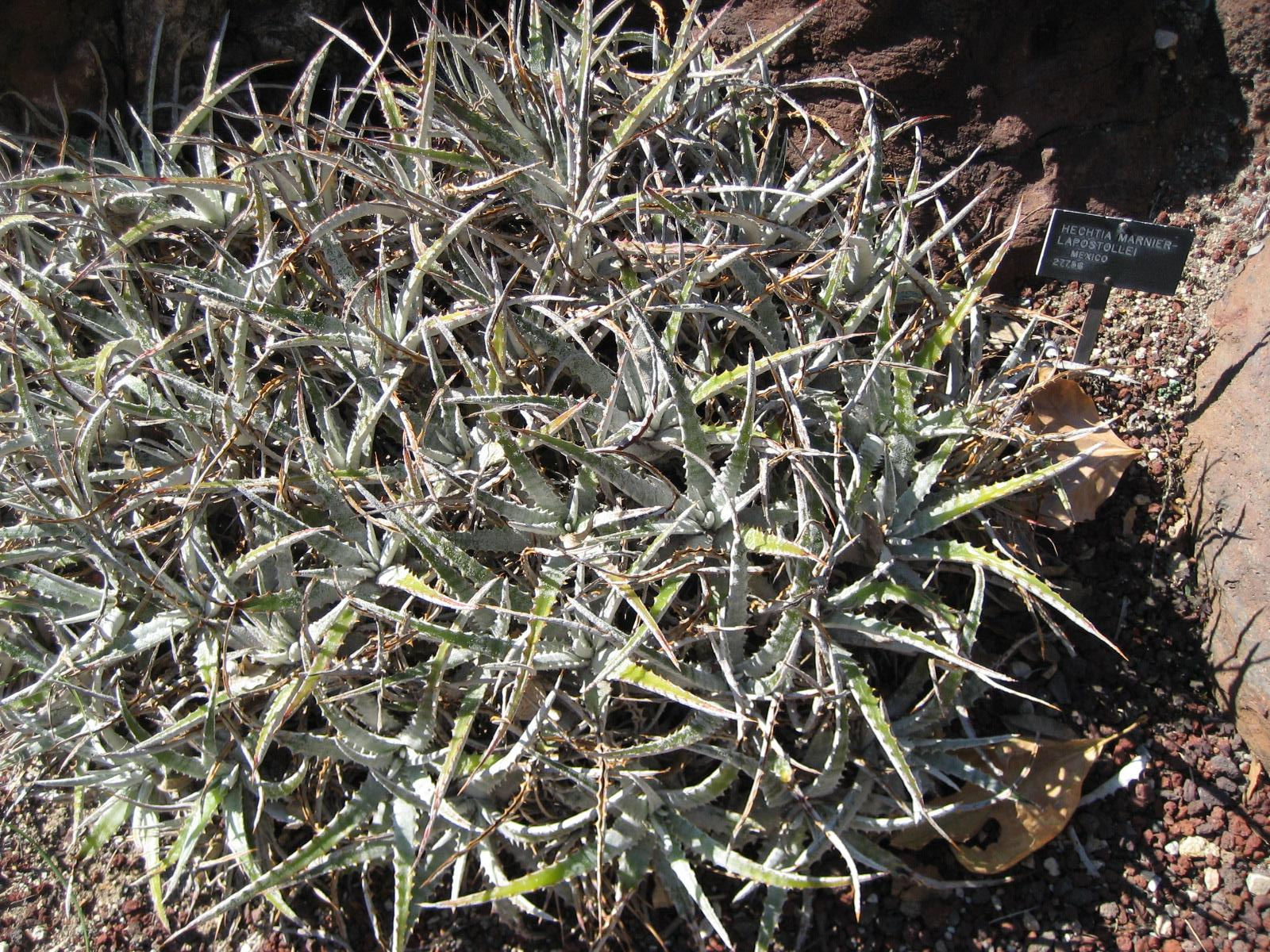